# Шепетівський заказник
Шепеті́вський зака́зник — лісовий заказник місцевого значення в Україні. Розташований у межах Шепетівського району Хмельницької області, при північній околиці міста Шепетівка. 
Площа 91,8 га. Статус надано згідно з рішенням 22 сесії обласної ради від 21.03.2002 року № 11. Перебуває у віданні: Шепетівська міська рада. 
Статус надано з метою збереження частини мішаного лісу. Зростає близько 200 дубів віком 200-450 років.